# جاك بنتلي (لاعب كرة قاعدة)
جاك بنتلي (بالإنجليزية: Jack Bentley)‏ هو لاعب كرة قاعدة أمريكي، ولد في 8 مارس 1895 في Sandy Spring, Maryland ‏ في الولايات المتحدة، وتوفي في 24 أكتوبر 1969 في أولني في الولايات المتحدة.

## وصلات خارجية
- جاك بنتلي على موقعبيزبول رفرنس.كوم (الدوري الرئيسي) (الإنجليزية)
- جاك بنتلي على موقعبيزبول رفرنس.كوم (الدوري الثانوي) (الإنجليزية)
- جاك بنتلي على موقع مشجعي الرسوم البيانية (الإنجليزية)